# Lista över länder i Oceanien
Detta är en alfabetisk lista över nationer och territorier i Oceanien.

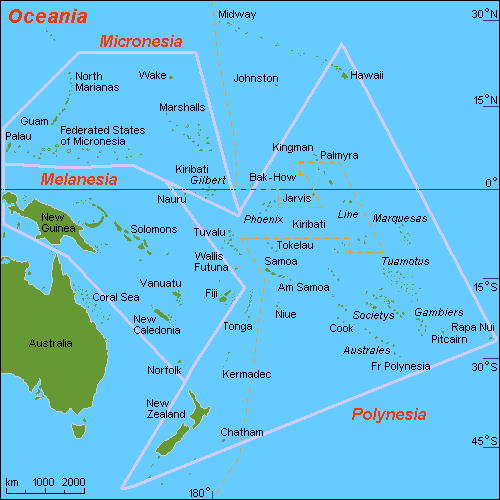
Oceaniens regioner.

Beskrivningarna av Oceaniens regioner skiljer sig åt baserat på källan som använts. Datan nedan visar subregionerna och länderna i Oceanien som de kategoriseras enligt FN:s schema för geografiska subregioner.

## Indelning

Politisk karta över Oceanien

| Regionens namn, följd av statens namn och dess flagga | Yta (km²) | Folkmängd (uppskattning från 1 juli 2002) | Befolkningstäthet (per km²) | Huvudstad                                          |
| ----------------------------------------------------- | --------- | ----------------------------------------- | --------------------------- | -------------------------------------------------- |
| Australasien                                          |           |                                           |                             |                                                    |
| Australien                                            | 7 686 850 | 21 050 000                                | 2,7                         | Canberra                                           |
| Nya Zeeland                                           | 268 680   | 4 108 037                                 | 14,5                        | Wellington                                         |
| Territorier avhängiga till Australien:                |           |                                           |                             |                                                    |
| Julön                                                 | 135       | 1 493                                     | 3,5                         | Flying Fish Cove                                   |
| Kokosöarna                                            | 14        | 632                                       | 45,1                        | West Island                                        |
| Norfolkön                                             | 35        | 1 866                                     | 53,3                        | Kingston                                           |
| Melanesien                                            |           |                                           |                             |                                                    |
| Fiji                                                  | 18 270    | 856 346                                   | 46,9                        | Suva                                               |
| Indonesien (endast delen i Oceanien)                  | 499 852   | 4 211 532                                 | 8,4                         | Jakarta                                            |
| Nya Kaledonien (Frankrike)                            | 19 060    | 207 858                                   | 10,9                        | Nouméa                                             |
| Papua Nya Guinea                                      | 462 840   | 5 172 033                                 | 11,2                        | Port Moresby                                       |
| Salomonöarna                                          | 28 450    | 494 786                                   | 17,4                        | Honiara                                            |
| Vanuatu                                               | 12 200    | 196 178                                   | 16,1                        | Port Vila                                          |
| Mikronesien                                           |           |                                           |                             |                                                    |
| Mikronesiska federationen                             | 702       | 135 869                                   | 193,5                       | Palikir                                            |
| Guam (USA)                                            | 549       | 160 796                                   | 292,9                       | Hagåtña                                            |
| Kiribati                                              | 811       | 96 335                                    | 118,8                       | South Tarawa                                       |
| Marshallöarna                                         | 181       | 73 630                                    | 406,8                       | Majuro                                             |
| Nauru                                                 | 21        | 12 329                                    | 587,1                       | Yaren (de facto)                                   |
| Nordmarianerna (USA)                                  | 477       | 77 311                                    | 162,1                       | Saipan                                             |
| Palau                                                 | 458       | 19 409                                    | 42,4                        | Melekeok                                           |
| Wake (USA)                                            | 2         |                                           |                             | Wake Island                                        |
| Polynesien                                            |           |                                           |                             |                                                    |
| Amerikanska Samoa (USA)                               | 199       | 68 688                                    | 345,2                       | Pago Pago, Fagatogo                                |
| Chathamöarna (NZ)                                     | 966       | 609                                       | 3,2                         | Waitangi                                           |
| Cooköarna (Nya Zeeland)                               | 240       | 20 811                                    | 86,7                        | Avarua                                             |
| Påskön (Chile)                                        | 163,6     | 3 791                                     | 23,1                        | Hanga Roa                                          |
| Franska Polynesien (Frankrike)                        | 3 961     | 257 847                                   | 61,9                        | Papeete                                            |
| Hawaii (USA)                                          | 10 931    | 1 283 388                                 | 188,6                       | Honolulu                                           |
| Juan Fernández-öarna (Chile)                          | 181       | 598                                       | 3,3                         | San Juan Bautista                                  |
| Loyautéöarna (Frankrike)                              | 1 981     | 22 080                                    | 11,14                       | Wé                                                 |
| Niue (Nya Zeeland)                                    | 260       | 2 134                                     | 8,2                         | Alofi                                              |
| Pitcairnöarna (Storbritannien)                        | 5         | 47                                        | 10                          | Adamstown                                          |
| Samoa                                                 | 2 944     | 214 265                                   | 60,7                        | Apia                                               |
| Tokelau (Nya Zeeland)                                 | 10        | 1 431                                     | 143,1                       | Ingen, varje atoll har eget administrativt centrum |
| Tonga                                                 | 748       | 106 137                                   | 141,9                       | Nuku'alofa                                         |
| Tuvalu                                                | 26        | 11 146                                    | 428,7                       | Funafuti                                           |
| Wallis och Futuna (Frankrike)                         | 274       | 15 585                                    | 56,9                        | Mata-Utu                                           |
| Ögruppsterritorier inom franska Polynesien:           |           |                                           |                             |                                                    |
| Australöarna                                          | 148       | 6 310                                     | 48                          | Rurutu                                             |
| Gambieröarna                                          | 31        | 986                                       | 14,1                        | Rikitea                                            |
| Marquesasöarna                                        | 31        | 986                                       | 14,1                        | Rikitea                                            |
| Tuamotuöarna                                          | 800       | 14 846                                    | 18                          | Rangiroa                                           |
| Leewardöarna (Sällskapsöarna)                         | 395       | 33 184                                    | 84                          | Uturoa                                             |
| Windwardöarna (Sällskapsöarna)                        | 1195      | 194 623                                   | 163                         | Papeete                                            |
| Totalt                                                | 9 008 458 | 35 834 670                                | 4,0                         |                                                    |
| Totalt utan fastlandsaustralien                       | 1 321 608 | 14 784 670                                | 11,2                        |                                                    |